# Leptosia hybrida
Leptosia hybrida é uma borboleta da família Pieridae. Ela é encontrada na Guiné, Serra Leoa, Libéria, Costa do Marfim, Gana, Togo, Nigéria, Camarões, Guiné Equatorial, Gabão, República do Congo, na República Centro-Africana, Angola, na República Democrática do Congo, Uganda, Quénia, Tanzânia e Zâmbia. O habitat natural dela consiste em mata primária, incluindo vegetação ribeirinha que penetra em savana húmida.

## Subespécies
- Leptosia hybrida hybrida
- Leptosia hybrida somereni Bernardi, 1959